# Raymond Reaux
Raymond Achille Victor Reaux (* 18. Dezember 1940 in Ostreville; † 20. September 2021 in Arras) war ein französischer Radrennfahrer.

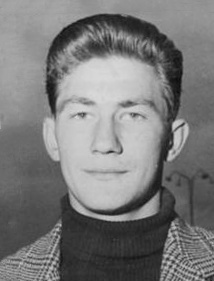

## Sportliche Laufbahn
Reaux war Teilnehmer der Olympischen Sommerspiele 1960 in Rom. Im olympischen Straßenrennen wurde er beim Sieg von Wiktor Kapitonow als 50. klassiert. Im Mannschaftszeitfahren belegte er gemeinsam mit Roland Lacombe, Henri Duez und François Hamon den 7. Platz. Von 1959 bis 1967 war er als Unabhängiger und dann als Berufsfahrer aktiv. Seine Karriere als Profi verlief ohne Siege.